# Mr. Wrong
Pour plus de détails, voir Fiche technique et Distribution.
Mr. Wrong, ou Drôle de numéro au Québec, est un film américain réalisé par Nick Castle, en 1996.

## Fiche technique
- Titre : Mr. Wrong
- Titre québécois : Drôle de numéro
- Réalisation : Nick Castle
- Scénario : Chris Matheson, Kerry Ehrin et Craig Munson
- Producteur : Marty Katz. Ira Shuman[1]
- Producteur exécutif : David Hoberman. Mark Indig et Mark Sherman[2]
- Société de production : Mandeville Films, Marty Katz Productions et Touchstone Pictures
- Direction artistique : Nancy Patton
- Musique : Craig Safan
- Photographie : John Schwartzman (en) (directeur de photographie)
- Montage : Patrick Kennedy
- Costumes : Ingrid Ferrin
- Maquillage : Stephen Abrums (makeup artist : Mme Degeneres)
- Langue : anglais
- Format : Couleur – Technicolor – 1.85:1 – 35 mm – Stéréo – Dolby SR
- Genre : Comédie
- Pays d'origine :  États-Unis
- Année : 1996
- Durée : 96 minutes
- Dates de sortie : États-Unis : 16 février 1996
- Recette :  États-Unis ~ 12 350 030 $ US[3]

## Distribution
Légende : Version Québécoise = VQ
- Ellen DeGeneres (VF : Sophie Arthuys ; VQ : Natalie Hamel-Roy) : Martha Alston
- Bill Pullman (VF Gabriel Le Doze ; VQ : Daniel Picard) : Whitman Crawford
- John Livingston (VF : Thierry Ragueneau ; VQ : Luis de Cespedes) : Walter
- Joan Cusack (VF : Chrystelle Labaude ; VQ : Johanne Léveillé) : Inga Gunther
- Dean Stockwell (VF : Patrick Floersheim) : Jack Tramonte
- Joan Plowright (VF : Paule Emanuele ; VQ : Yolande Roy) : Mme Crawford
- Hope Davis (VQ : Marie-Andrée Corneille) : Annie
- Brad William Henke (VQ : Benoit Rousseau) : Bob
- Maddie Corman (VQ : Violette Chauveau) : Missy
- Peter White : M. Alston
- Polly Holliday (VF : Danielle Volle) : Mme Alston
- Ellen Cleghorne : Jane
- Robert Goulet (VQ : Luc Durand) : Dick Braxton

## Distinction
- Razzie Awards 1997
  - Nomination dans la catégorie : Pire révélation pour Ellen DeGeneres